# Draisina ferroviaria

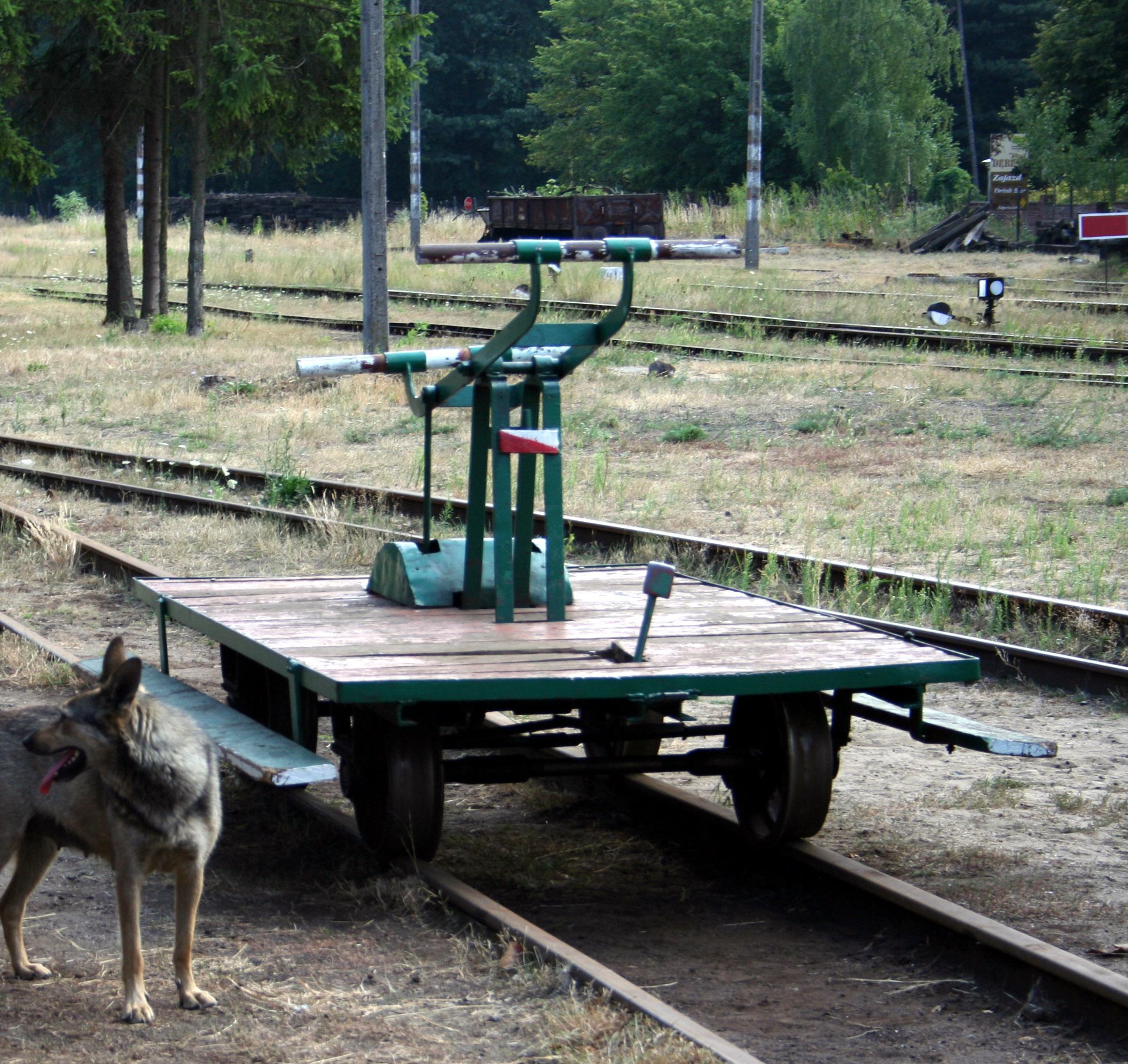
Draisina ferroviaria a propulsione manuale

La draisina ferroviaria è un veicolo ferroviario di servizio, in genere a due assi, con propulsione a mano, a pedali (detto più propriamente ferrociclo) o a motore (motocarrello). Il termine definisce quei mezzi ferroviari, atti allo spostamento di personale e di cose, utilizzati per l'ispezione o la manutenzione delle linee ferroviarie o delle stazioni. Il nome deriva dall'analogo veicolo atto a muoversi su normali strade.

## Descrizione
Sono veicoli costruiti in maniera essenziale, in passato con materiale di recupero o adattato con piccole possibilità di traino; quelli più moderni possono essere dotati di motori elettrici o, più spesso, di motori a combustione interna (a benzina, diesel o diesel-elettrici). Possono essere di proprietà dell'ente ferroviario o di privati che devono operare all'interno della rete ferroviaria. Il termine eponimo deriva dal cognome del suo inventore tedesco, il barone Karl Drais, che inventò la sua laufmaschine nel 1817, che fu chiamata draisine dalla stampa tedesca. Fu la prima affidabile denominazione per il precursore di uso pratico della  bicicletta, fondamentalmente la prima macchina a propulsione umana guidabile di successo commerciale, soprannominata anche hobby-horse o dandy horse. In vari Stati del mondo, tra cui Germania, Stati Uniti e Svezia, sono nati gruppi di appassionati nell'uso della draisina ferroviaria che operano su tratte ferroviarie dismesse; spesso i mezzi da essi utilizzati sono a propulsione manuale, ottenuta per mezzo di asta oscillante o di pedali e trasmissione a catena.